# Catherine Sutherland

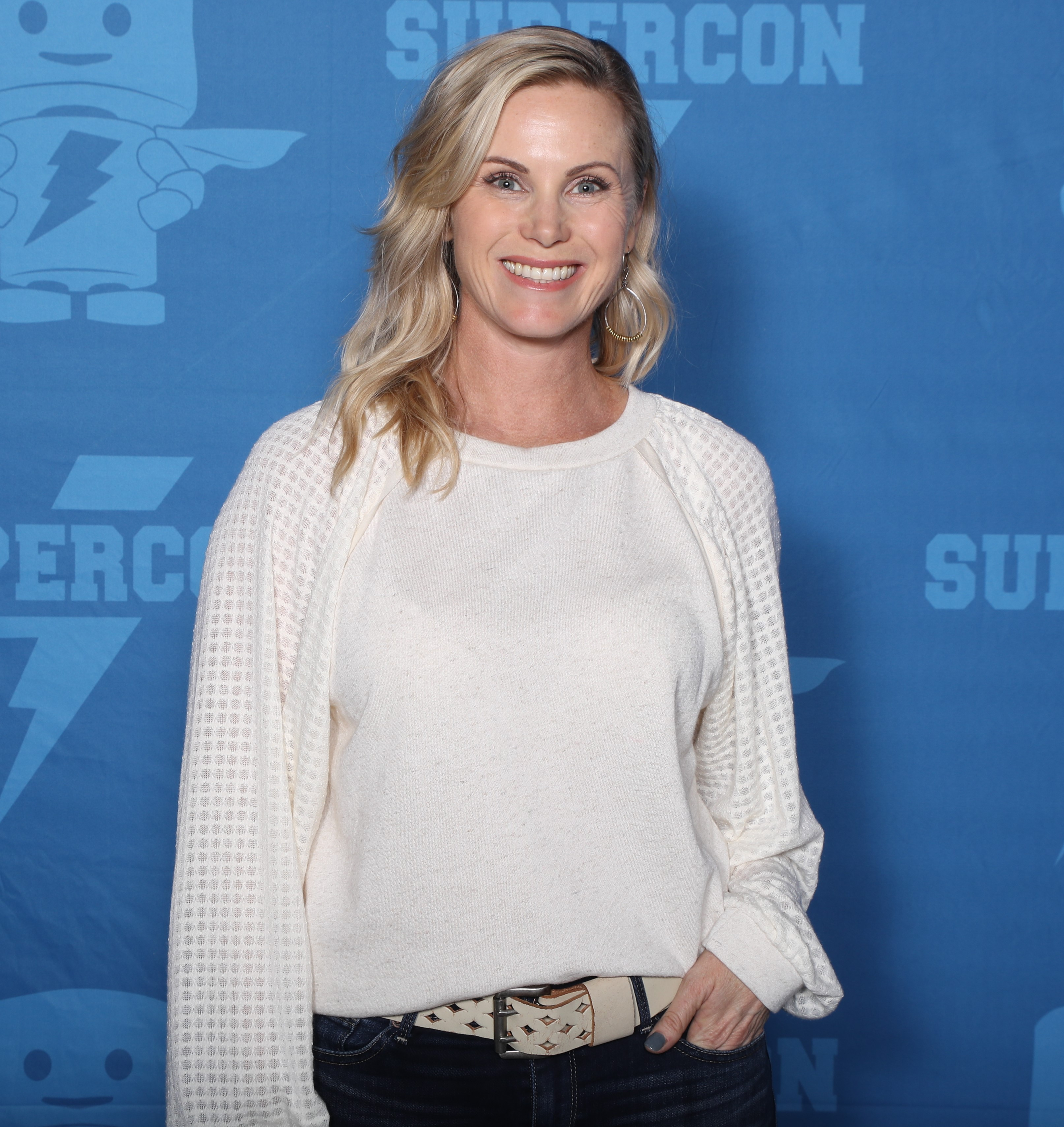
Catherine Sutherland (2018)

Catherine Sutherland (* 24. Oktober 1974 in  Sydney) ist eine australische Schauspielerin.

## Leben und Karriere
Sutherland wurde 1974 in Sydney geboren. Bevor sie ihre Schauspielausbildung absolvierte, arbeitete sie als Model und war in Werbespots zu sehen.
Im Jahr 1995 erhielt sie in der Fernsehserie Mighty Morphin Power Rangers die Rolle der Katherine Hillard (Pinker Ranger), nachdem Amy Jo Johnson aus der Serie ausstieg. Die 4. Staffel von Power Ranger wurde unter dem Titel Power Rangers Zeo und die 5. Staffel unter dem Titel Power Rangers Turbo veröffentlicht, in der sie ebenfalls die Rolle der Katherine Hillard übernahm.
1997 spielte Sutherland in dem Kinofilm Turbo: Der Power Rangers Film abermals die Rolle der Katherine Hillard. Nach dieser Darstellung stand sie in einigen Fernsehfilmen vor der Kamera. Im Jahr 2000 stand sie neben Jennifer Lopez und Vincent D’Onofrio in dem Thriller The Cell vor der Kamera.
Seit 2002 ist Sutherland verheiratet und Mutter einer Tochter sowie eines Sohns.
Im Kurzfilm The Order von 2016 hat sie neben weiteren ehemaligen Darstellern, die als Power Ranger zu sehen waren, mitgewirkt. Ein Trailer wurde am 22. Mai 2016 auf YouTube veröffentlicht. Neben Sutherland waren noch Karan Ashley (2. Gelber Ranger), Walter Jones (1. Schwarzer Ranger), Steve Cardenas (2. Roter Ranger), Austin St. John (1. Roter Ranger), David Yost (Blauer Ranger) und Paul Schrier (Bulk) zu sehen.
Im Film Mighty Morphin Power Rangers: Once & Always nahm sie ihre Rolle als Pinker Ranger wieder auf. Der Film wurde im April 2023 bei Netflix veröffentlicht.

## Filmografie (Auswahl)
- 1995–1996: Mighty Morphin Power Rangers (Fernsehserie, 21 Episoden)
- 1996: Nachbarn (Neighbours, Fernsehserie, 2 Episoden)
- 1996: Snowy River (Fernsehserie, 1 Episode)
- 1996: Sweet Valley High (Fernsehserie, 1 Episode)
- 1996: Power Rangers Zeo (Fernsehserie, 50 Episoden)
- 1997: Power Rangers Turbo (Fernsehserie, 19 Episoden)
- 1997: Turbo: Der Power Rangers Film (Turbo: A Power Rangers Movie)
- 1999: Reiter auf verbrannter Erde (The Jack Bull, Fernsehfilm)
- 2000: USS Charleston – Die letzte Hoffnung der Menschheit (On the Beach, Fernsehfilm)
- 2000: The Cell
- 2001: Texas Rangers
- 2016: The Order (Kurzfilm)
- 2023: Mighty Morphin Power Rangers: Once & Always